# Collegio elettorale di Ariano Irpino (Camera dei deputati)
Il collegio di Ariano Irpino fu un collegio elettorale uninominale della Repubblica Italiana per l'elezione della Camera dei deputati. Apparteneva alla circoscrizione Campania 2 e fu utilizzato per eleggere un deputato nella XII, XIII e XIV legislatura.
Venne istituito nel 1993 con la cosiddetta Legge Mattarella (Legge n. 277, Nuove norme per l'elezione della Camera dei deputati), attuata in seguito al referendum abrogativo del 1993. La legge istituì per la Camera dei deputati e per il Senato della Repubblica un sistema di elezione misto, in parte maggioritario e in parte proporzionale. Il 75% dei parlamentari dell'assemblea veniva eletto in collegi uninominali tramite sistema maggioritario a turno unico; il restante 25% alla Camera veniva eletto tramite sistema proporzionale con liste bloccate.
Il collegio venne abolito insieme a tutti gli altri che costituivano la Camera con la promulgazione della legge elettorale successiva, la cosiddetta Legge Calderoli. Questa prevedeva un sistema proporzionale con premio di maggioranza, che alla Camera veniva attribuito a livello nazionale.

## Territorio
Il collegio di Ariano Irpino era uno dei 47 collegi uninominali in cui era suddivisa la Campania e, come previsto dal D.Lgs. del 20 dicembre 1993 n. 536, era compreso nelle province di Avellino e di Benevento e comprendeva i seguenti comuni: Apice, Ariano Irpino, Baselice, Bonito, Buonalbergo, Calvi, Casalbore, Castelfranco in Miscano, Castelpagano, Castelvetere in Val Fortore, Circello, Colle Sannita, Flumeri, Foiano di Val Fortore, Ginestra degli Schiavoni, Greci, Grottaminarda, Melito Irpino, Molinara, Montaguto, Montecalvo Irpino, Montefalcone di Val Fortore, Pago Veiano, Pesco Sannita, Reino, San Bartolomeo in Galdo, San Giorgio del Sannio, San Giorgio La Molara, San Marco dei Cavoti, San Martino Sannita, San Nazzaro, Sant'Arcangelo Trimonte, Savignano Irpino, Villanova del Battista e Zungoli.

## Eletti
| Elezione | Elezione | Deputato        | Partito                  |
| -------- | -------- | --------------- | ------------------------ |
|          | 1994     | Mario Pepe      | Patto per l'Italia (PPI) |
|          | 1996     | Mario Pepe      | L'Ulivo (PPI)            |
|          | 2001     | Erminia Mazzoni | Casa delle Libertà (CCD) |

## Dati elettorali

### XII legislatura

#### Risultati proporzionale
| Coalizioni        | Coalizioni                  | Liste                       | Liste                              | Voti   | %     |
| ----------------- | --------------------------- | --------------------------- | ---------------------------------- | ------ | ----- |
|                   | Progressisti                |                             | Partito Democratico della Sinistra | 12.186 | 17,67 |
|                   | Progressisti                | Rifondazione Comunista      | 3.012                              | 4,37   |       |
|                   | Progressisti                | Partito Socialista Italiano | 1.787                              | 2,59   |       |
|                   | Progressisti                | Alleanza Democratica        | 1.412                              | 2,05   |       |
|                   | Progressisti                | Federazione dei Verdi       | 1.317                              | 1,91   |       |
| Totale coalizione | Totale coalizione           | 19.714                      | 28,59                              |        |       |
|                   | Patto per l'Italia          |                             | Partito Popolare Italiano          | 13.854 | 20,09 |
|                   | Patto per l'Italia          | Patto Segni                 | 3.641                              | 5,28   |       |
| Totale coalizione | Totale coalizione           | 17.495                      | 25,37                              |        |       |
|                   | Alleanza Nazionale          | Alleanza Nazionale          | Alleanza Nazionale                 | 13.082 | 18,97 |
|                   | Forza Italia                | Forza Italia                | Forza Italia                       | 12.577 | 18,24 |
|                   | Unione Democratica Italiana | Unione Democratica Italiana | Unione Democratica Italiana        | 2.236  | 3,24  |
|                   | Lista Pannella              | Lista Pannella              | Lista Pannella                     | 1.403  | 2,03  |
|                   | Riformisti Irpini           | Riformisti Irpini           | Riformisti Irpini                  | 878    | 1,27  |
|                   | Unità Popolare              | Unità Popolare              | Unità Popolare                     | 783    | 1,14  |
|                   | Socialdemocrazia            | Socialdemocrazia            | Socialdemocrazia                   | 526    | 0,76  |
|                   | Alleanza Meridionale        | Alleanza Meridionale        | Alleanza Meridionale               | 271    | 0,39  |
| Totale            | Totale                      | Totale                      | Totale                             | 68.965 |       |

#### Risultati uninominale
|                               | Mario Pepe ✔️ Eletto  | Patto per l'Italia          | 16 958 | 23,75 |  |  |  |  |  |
|                               | Bruno Casamassa       | FI - CCD - UDC - PLD        | 15 527 | 21,75 |  |  |  |  |  |
|                               | Luigi Franza          | Unione Democratica Italiana | 13 329 | 18,67 |  |  |  |  |  |
|                               | Giovanni Maraia       | Progressisti                | 12 475 | 17,47 |  |  |  |  |  |
|                               | Salvatore Colatruglio | Alleanza Nazionale          | 11 380 | 15,94 |  |  |  |  |  |
|                               | Carlo Giardino        | Riformisti Irpini           | 1 727  | 2,42  |  |  |  |  |  |
| Totale                        | Totale                | Totale                      | 71 396 | 100   |  |  |  |  |  |
|                               |                       |                             |        |       |  |  |  |  |  |
| Fonte: Ministero dell'interno |                       |                             |        |       |  |  |  |  |  |

### XIII legislatura

#### Risultati proporzionale
| Coalizioni        | Coalizioni                         | Liste                                     | Liste                              | Voti   | %     |
| ----------------- | ---------------------------------- | ----------------------------------------- | ---------------------------------- | ------ | ----- |
|                   | Polo per le Libertà                |                                           | CCD-CDU                            | 14.208 | 21,12 |
|                   | Polo per le Libertà                | Forza Italia                              | 11.754                             | 17,47  |       |
|                   | Polo per le Libertà                | Alleanza Nazionale                        | 10.661                             | 15,84  |       |
| Totale coalizione | Totale coalizione                  | 36.623                                    | 54,43                              |        |       |
|                   | L'Ulivo                            |                                           | Partito Democratico della Sinistra | 11.573 | 17,20 |
|                   | L'Ulivo                            | Popolari per Prodi (PPI-SVP-PRI-UD-Prodi) | 8.798                              | 13,08  |       |
|                   | L'Ulivo                            | Rinnovamento Italiano                     | 2.423                              | 3,60   |       |
|                   | L'Ulivo                            | Federazione dei Verdi                     | 956                                | 1,42   |       |
| Totale coalizione | Totale coalizione                  | 23.750                                    | 35,30                              |        |       |
|                   | Progressisti                       |                                           | Rifondazione Comunista             | 3.847  | 5,72  |
|                   | Movimento Sociale Fiamma Tricolore | Movimento Sociale Fiamma Tricolore        | Movimento Sociale Fiamma Tricolore | 1.324  | 1,97  |
|                   | Lista Pannella - Sgarbi            | Lista Pannella - Sgarbi                   | Lista Pannella - Sgarbi            | 700    | 1,04  |
|                   | Partito Socialista                 | Partito Socialista                        | Partito Socialista                 | 608    | 0,90  |
|                   | Patto per l'Agro                   | Patto per l'Agro                          | Patto per l'Agro                   | 231    | 0,34  |
|                   | Movimento Rinascita Italiana       | Movimento Rinascita Italiana              | Movimento Rinascita Italiana       | 202    | 0,30  |
| Totale            | Totale                             | Totale                                    | Totale                             | 67.285 |       |

#### Risultati uninominale
|                               | Mario Pepe ✔️ Eletto  | L'Ulivo             | 32 448 | 49,21 |  |  |  |  |  |
|                               | Domenico Cerritello   | Polo per le Libertà | 29 416 | 44,61 |  |  |  |  |  |
|                               | Ferdinando Melchiorre | Fiamma Tricolore    | 4 075  | 6,18  |  |  |  |  |  |
| Totale                        | Totale                | Totale              | 65 939 | 100   |  |  |  |  |  |
|                               |                       |                     |        |       |  |  |  |  |  |
| Fonte: Ministero dell'interno |                       |                     |        |       |  |  |  |  |  |

### XIV legislatura

#### Risultati proporzionale
| Coalizioni        | Coalizioni              | Liste                   | Liste                                 | Voti   | %     |
| ----------------- | ----------------------- | ----------------------- | ------------------------------------- | ------ | ----- |
|                   | Casa delle Libertà      |                         | Forza Italia                          | 17.553 | 25,93 |
|                   | Casa delle Libertà      | Alleanza Nazionale      | 8.330                                 | 12,31  |       |
|                   | Casa delle Libertà      | CCD-CDU                 | 2.291                                 | 3,38   |       |
|                   | Casa delle Libertà      | Nuovo PSI               | 432                                   | 0,64   |       |
| Totale coalizione | Totale coalizione       | 28.606                  | 42,26                                 |        |       |
|                   | L'Ulivo                 |                         | La Margherita (Dem - PPI - RI- UDEUR) | 11.183 | 16,52 |
|                   | L'Ulivo                 | Democratici di Sinistra | 6.910                                 | 10,21  |       |
|                   | L'Ulivo                 | Il Girasole (FdV - SDI) | 2.774                                 | 4,10   |       |
|                   | L'Ulivo                 | Comunisti Italiani      | 1.234                                 | 1,82   |       |
| Totale coalizione | Totale coalizione       | 22.101                  | 32,65                                 |        |       |
|                   | Democrazia Europea      | Democrazia Europea      | Democrazia Europea                    | 9.622  | 14,22 |
|                   | Lista Di Pietro         | Lista Di Pietro         | Lista Di Pietro                       | 2.933  | 4,33  |
|                   | Rifondazione Comunista  | Rifondazione Comunista  | Rifondazione Comunista                | 2.083  | 3,08  |
|                   | Lista Pannella - Bonino | Lista Pannella - Bonino | Lista Pannella - Bonino               | 797    | 1,18  |
|                   | Fiamma Tricolore        | Fiamma Tricolore        | Fiamma Tricolore                      | 662    | 0,98  |
|                   | Liberi e Forti          | Liberi e Forti          | Liberi e Forti                        | 347    | 0,51  |
|                   | Movimento delle Libertà | Movimento delle Libertà | Movimento delle Libertà               | 272    | 0,40  |
|                   | Paese Nuovo             | Paese Nuovo             | Paese Nuovo                           | 109    | 0,16  |
|                   | Socialisti Autonomisti  | Socialisti Autonomisti  | Socialisti Autonomisti                | 99     | 0,15  |
|                   | Abolizione scorporo     | Abolizione scorporo     | Abolizione scorporo                   | 52     | 0,08  |
| Totale            | Totale                  | Totale                  | Totale                                | 67.683 |       |

#### Risultati uninominale
|                               | Erminia Mazzoni ✔️ Eletta | Casa delle Libertà | 26 856 | 38,92 |  |  |  |  |  |
|                               | Mario Pepe                | L'Ulivo            | 26 060 | 37,76 |  |  |  |  |  |
|                               | Ortensio Zecchino         | Democrazia Europea | 12 242 | 17,74 |  |  |  |  |  |
|                               | Angelo Maria Cammarano    | Lista Di Pietro    | 3 850  | 5,58  |  |  |  |  |  |
| Totale                        | Totale                    | Totale             | 69 008 | 100   |  |  |  |  |  |
|                               |                           |                    |        |       |  |  |  |  |  |
| Fonte: Ministero dell'interno |                           |                    |        |       |  |  |  |  |  |